# Ficus erythrosperma
Ficus erythrosperma är en mullbärsväxtart som beskrevs av Friedrich Anton Wilhelm Miquel. Ficus erythrosperma ingår i släktet fikonsläktet, och familjen mullbärsväxter. Inga underarter finns listade i Catalogue of Life.